# Matej Mamić
Matej Mamić (Tomislavgrad, 13. siječnja 1975.) je bivši hrvatski profesionalni košarkaš. Igrao je na poziciji niskog krila, a posljednji klub za koji je nastupao bila je njemačka ALBA iz Berlina. Danas je sportski direktor košarkaškog kluba Cedevita Zagreb. 

## Karijera
Mamić je košarkašku karijeru započeo 1995. u seniorskoj momčadi KK Splita, da bi 1997. otišao u riječku KK Kantridu. Ondje je proveo jednu sezonu, a 1998. vratio se je u Split. U Splitu ostaje samo jednu sezonu i 1999. odlazi u turski Galatasaray iz Istanbula.
Nakon Turske, četiri je sezone proveo u Ciboni, kada je igrao i u dresu hrvatske reprezentacije, nastupivši na Europskom prvenstvu 2001., u Švedskoj 2003. Europsko prvenstvo i 2005. U njemačkoj Albi iz Berlina stekao je veliku popularnost već dolaskom 2004., a karijera mu je u studenom 2005. naglo prekinuta teškom ozljedom kralježnice prigodom pada tijekom utakmice Alba – Trier.
Nakon utakmice strahovalo se da bi mogao ostati paraliziran. Ipak, uspio se oporaviti, ali ne dovoljno da bi nastavio aktivno igrati košarku.
Nakon uspješnog oporavka Mamić je najavio kako se namjerava baviti trenerskim poslom. Preuzeo je mlađe kategorije berlinske ALBE, a 2008. natrag se je vratio u Hrvatsku, prvo u stručni stožer hrvatske reprezentacije, a potom kao sportski direktor zagrebačke Cedevite.

## Vanjske poveznice
- Profil[neaktivna poveznica] na FIBAEurope.com
- Profil na NLB.com